# The Ancient Economy
The Ancient Economy (Die antike Wirtschaft) ist ein von dem amerikanischen klassischen Philologen Moses Finley verfasstes Buch über die Wirtschaft der klassischen Antike.
Die antike Wirtschaft wurde zuerst 1973 veröffentlicht. Finley beschäftigt sich mit der antiken Wirtschaft zwischen 1000 v. Chr. und 500 n. Chr. Finley untersucht die Wirtschaft nicht mit ökonomischen Modellen, sondern mit soziologischen Methoden. Er vertritt die These, dass die antike Wirtschaft überwiegend ein Nebenprodukt des sozialen Ansehens war. Die Analyse verwendet Gedanken von Max Weber und Karl Polanyi.
Finley betrachtet das antike ökonomische Denken, Vermögensverteilung, die Rolle des Staates, die Funktion der Sklaverei sowie das Steuersystem. Bis heute gilt Finleys Buch als einflussreichstes Werk über die antike Wirtschaft und seine Thesen werden heute noch diskutiert.

## Ausgaben
- Moses I. Finley: The Ancient Economy. University of California Press, Berkeley/Los Angeles 1973, ISBN 0-520-02564-4. Originalausgabe.
- Moses I. Finley: The Ancient Economy. University of California Press, Berkeley/Los Angeles 1974, ISBN 0-520-02564-4. Erste Taschenbuchausgabe (Vollansicht bei Google books).
- Moses I. Finley: Die antike Wirtschaft. Deutscher Taschenbuch Verlag (dtv), München 1977, ISBN 3-423-04277-X. Deutsche Erstausgabe.
- Moses I. Finley: Die antike Wirtschaft 3., durchgesehene und erweiterte Auflage. dtv, München 1993, ISBN 3-423-04277-X.